# Adonisea clara
Adonisea clara là một loài bướm đêm trong họ Noctuidae.